# Gráfico de profundidad
En los deportes, se utiliza una tabla de profundidad, principalmente en los Estados Unidos, para mostrar las ubicaciones de los jugadores titulares y los jugadores secundarios. Generalmente, un jugador titular aparecerá primero o en la parte superior, mientras que un jugador de respaldo aparecerá debajo. Los gráficos de profundidad también tienden a parecerse a las posiciones reales de ciertos jugadores. 